# Steel Empire
Steel Empire, ursprungligen känt som Koutetsu Teikoku (鋼鉄帝国?) i Japan, på engelska även känt som The Steel Empire eller Empire of Steel) är ett sidscrollande shoot 'em up-spel utgivet till Sega Mega Drive 1992, och senare porterat till Nintendos Game Boy Advance 2004.
Spelet utspelar sig under slutet av 1800-talet i en alternativ tidslinje, med starka inslag från ångpunkgenren. Ångmaskiner spelar en viktig roll som drivmedel för farkosterna.

## Mottagande
Nummer 126 av Computer and Video Games gav spelet betyget 90%.

### Fotnoter
1. ↑  http://www.mobygames.com/game/steel-empire/release-info
2. ↑  http://archive.org/stream/computer-and-videogames-126/ComputerAndVideoGames_126_May_1992#page/n61/mode/2up